# Monaco (musikgrupp)
Monaco var ett sidoprojekt av New Orders basist Peter Hook. Han bildade bandet 1995 tillsammans med David Potts, som också samarbetade med Hook i bandet Revenge. Monacos debutalbum, Music for Pleasure, från 1997 nådde 33:e plats på försäljningslistan i Sverige och en elfteplats i Storbritannien. Den bäst säljande Monaco-singeln är "What Do You Want From Me?" som nådde en 11:e plats i Storbritannien. Gruppen upplöstes år 2000. 

## Diskografi
Studioalbum
- Music for Pleasure (1997)
- Monaco (2000)

Singlar
- "What Do You Want From Me?" (1997)
- "Sweet Lips" (1997)
- "Shine (Someone Who Needs Me)" (1997)
- "I’ve Got a Feeling" (2000)
- "See-Saw" (2001)

## Listplaceringar
Albumet "Music for Pleasure" nådde som högst 33:e plats på albumlistan i Sverige, medan singeln "What Do You Want From Me?" nådde 40:e plats på den svenska singellistan.